# بابلو بيرجر
بابلو بيرجر (بالإسبانية: Pablo Berger) (و. 1963 – م) هو كاتب سيناريو، ومنتج أفلام، ومخرج سينمائي من إسبانيا. ولد في بلباو.

## وصلات خارجية
- بابلو بيرجر على موقع IMDb (الإنجليزية)
- بابلو بيرجر على موقع قاعدة بيانات الأفلام العربية
- بابلو بيرجر على موقع ألو سيني (الفرنسية)
- بابلو بيرجر على موقع أول موفي (الإنجليزية)
- بابلو بيرجر على موقع قاعدة بيانات الأفلام السويدية (السويدية)
- بابلو بيرجر على موقع قاعدة بيانات الفيلم (الإنجليزية)
- بابلو بيرجر على موقع كينوبويسك (الروسية)